# موتور بدون جاروبک دی‌سی

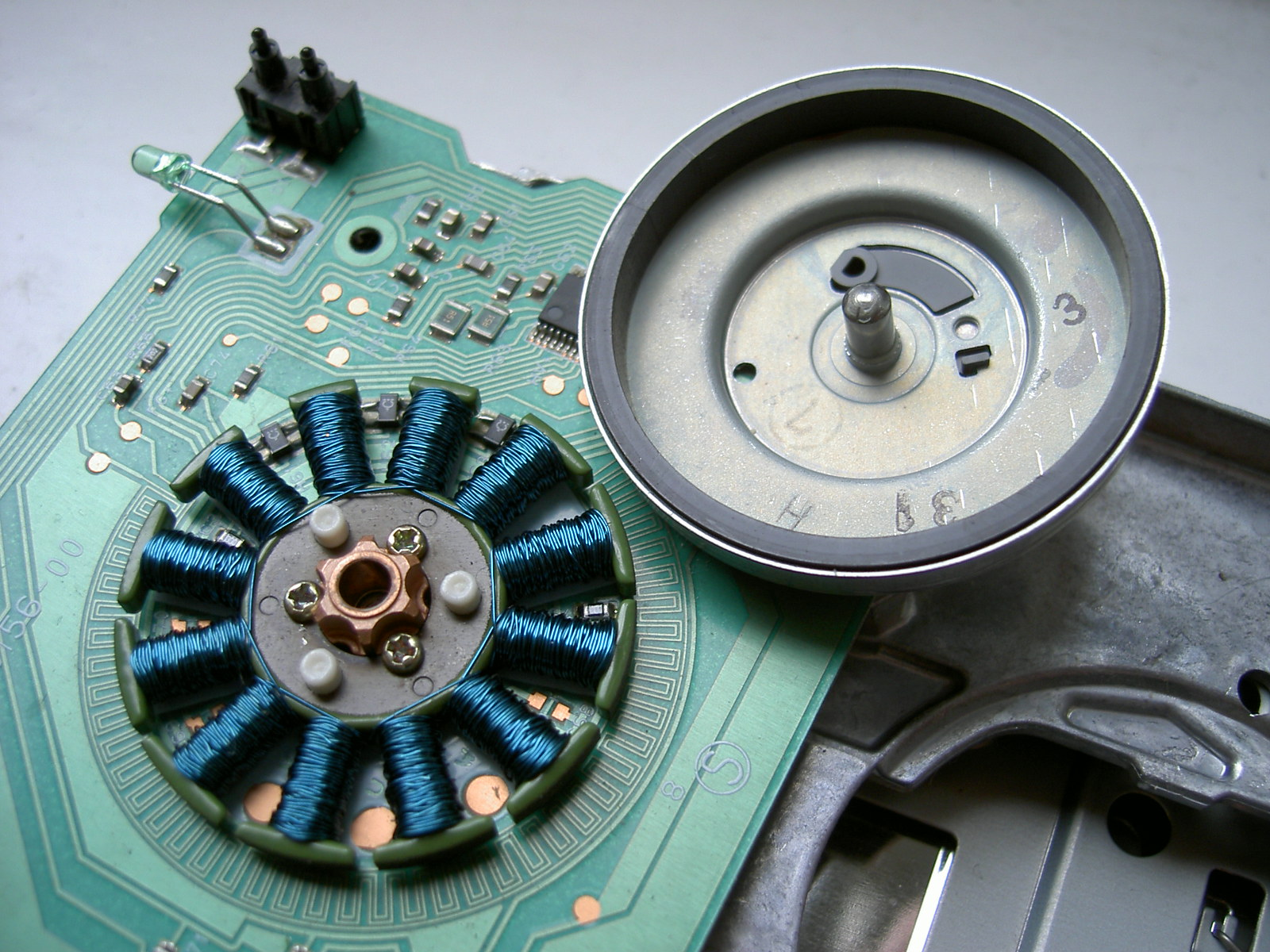
موتور دی‌سی براش‌لس، که در فلاپی‌درایو ۳٫۵ اینچ استفاده شده است

موتورهای دی‌سی براش‌لس (BLDC)، موتورهای سنکرونی هستند که با منبع دی‌سی تغذیه می‌شوند که توسط اینورتر مجتمع برای به حرکت درآوردن موتور به سیگنال الکتریکی AC موج مربعی تبدیل می‌شود؛ سنسورها و قطعات الکترونیکی دیگری نیز خروجی اینورتر را کنترل می‌نمایند.
موتورهای براش‌لس دی سی همچنین به صورت موتورهای پله‌ای وصف می‌شوند، هرچند عنوان موتور پله‌ای برای آن دسته از موتورها به کار می‌رود که طراحی آن‌ها به گونه‌ای است که به حالت‌هایی عمل نمایند که روتور آن به سرعت در نقطه زاویه‌ای تعریف‌شده بایستد. این صفحه اصول کلی‌تری را

## مقایسه با انواع دیگر موتور

### مقایسه با موتور DC معمولی
| معیار مقایسه      | موتور BLDC                                              | موتور DC معمولی (با جاروبک)                      |
| ----------------- | ------------------------------------------------------- | ------------------------------------------------ |
| کموتاسیون         | کموتاسیون الکترونیکی (با سنسور)                         | کموتاسیون با جاروبک                              |
| نگهداری و تعمیر   | کمتر به تعمیر نیاز دارد (به دلیل عدم وجود جاروبک)       | بیشتر و به صورت منظم                             |
| مشخصه گشتاور-سرعت | صاف و قابلیت کارکرد در رنج وسیعی از سرعت تحت بارنامی    | صاف ملایم و در سرعت‌های بالا اصطکاک زیادتر است.   |
| راندمان           | بالا                                                    | متوسط                                            |
| نسبت توان به حجم  | بالا (وابسته به آهنربای دائمی استفاده شده)              | متوسط و کم (وابسته به آهنربای دائمی استفاده شده) |
| اینرسی روتور      | زیاد یا کم (وابسته به Inrunner یا Outrunner بودن روتور) | بالا                                             |
| هزینه ساخت        | زیاد                                                    | کم                                               |

### مقایسه با موتور القائی
| معیار مقایسه      | موتور BLDC                                            | موتور القائی |
| ----------------- | ----------------------------------------------------- | ------------ |
| مشخصه گشتاور-سرعت | صاف و قابلیت کارکرد در رنج وسیعی از سرعت تحت بار نامی | غیرخطی       |
| نسبت توان به حجم  | بالا                                                  | متوسط        |
| اینرسی روتور      | کم                                                    | بالا         |
| هزینه ساخت        | زیاد                                                  | کم           |

## موتور براشلس (بدون جاروبک) در برابر موتورهای براش (دارای جاروبک)

موتورهای دی‌سی براش‌لس

موتورهای دی‌سی براش به‌طور تجاری از سال ۱۸۸۶ مورد استفاده قرار گرفت. موتورهای براشلس تا ۱۹۶۲ مورد استفاده تجاری قرار نگرفتند.

موتورهای براش گشتاور بیشینه را در لحظه سکون فراهم می‌آورند؛ این گشتاور به صورت خطی با افزایش سرعت کاهش می‌یابد. برخی محدودیت‌های موتورهای براش می‌توانند در موتورهای براشلس جبران شوند. آن‌ها کارایی بالاتری را به همراه داشته و همچنین حساسیت کمتری نسبت به سایش مکانیکی کموتاتور دارند. این فواید در برابر کاهش نیرو، پیچیدگی بیشتر، و کنترل الکترونیکی گرانتر بدست آمده است.
موتور براشلس آهنرباهای دائمی دارد و می‌گردند و آرمیچر در آن ثابت است؛ به همین دلیل مشکلات به وجود آمده به خاطر ارتباط مستقیم جریان با آرمیچر چرخان از میان برداشته شده‌اند. در این موتورها یک کنترل‌کننده الکترونیکی، جایگزین براش و کموتاتور شده است؛ که جریان سیم‌پیچ‌ها را دائماً عوض می‌کند تا موتور را به گردش درآورد. کنترل‌گر توزیع قدرت «همزمان» (به انگلیسی: Synchronous) مشابهی را با یک مدار (حالت جامد؟) به جای سیستم براش و کموتاتور فراهم کرد.
ارتباط موتور براشلس می‌تواند در سخت‌افزار صورت پذیرد یا به‌جای آن توسط اف‌پی‌جی‌ای (به انگلیسی: FPGA) اجرا شود. استفاده از اف‌پی‌جی‌ای انعطاف‌پذیری و توانایی‌هایی را فراهم کرده است که در موتورهای دی‌سی براش در دسترس نیست. همچون محدود کردن سرعت، عملکرد (Micro stepped) برای کنترل حرکت آرام یا مورد نظر و نگه‌داشتن گشتاور هنگام سکون.

### معایب موتور دی‌سی براش
توان بیشینه‌ای که می‌تواند به موتور براشلس اعمال شود تقریباً با حرارت محدود می‌شود؛ چراکه آهنرباها را تضعیف می‌کند و می‌تواند به عایق سیم‌پیچ‌ها نیز آسیب بزند. اشکال اساسی یک موتور براشلس نسبت به موتور براش قیمت بالاتر آن است که از دو مسئله برخاسته است. اول، موتورهای براشلس به مدار کنترل‌کننده سرعت الکترونیکی پیچیده برای حرکت نیاز دارند. موتورهای براش دی‌سی می‌توانند توسط کنترل‌گرهایی در مقایسه ساده‌تر تنظیم شوند؛ همچون رئوستا (مقاومت متغیر). هرچند، این روش کارایی را کاهش می‌دهد؛ چراکه توان در رئوستا تلف می‌شود. دوم، برخی کاربردهای عملی به خوبی در بخش تجاری فراهم نیامده است. برای نمونه، در یک کنترل‌کننده رادیویی سرگرم‌کننده، موتورهای براش‌لس معمولاً دست پیچ شده‌اند در حالی که موتورهای براش دار معمولاً ماشین پیچ شده‌اند. (با این‌وجود، دستگاه‌های زیر را ببینید)

### برخی مزیت‌ها نسبت به موتور براش
موتورهای براش‌لس در تبدیل برق به توان مکانیکی نسبت به موتورهای برس‌دار کارآمدترند. این پیشرفت تاحد زیادی به خاطر تعریف سرعت موتور توسط فرکانسی است که الکتریسیته سوییچ می‌شود، نه ولتاژ(؟). دست‌آوردهای بیشتر به خاطر نبودن براش و در نتیجه کاهش تلفات اصطکاک است. بیشترین کارایی پیشرفته در حالت‌های بدون بار و کم بار منحنی عملکرد موتور است. تحت بارهای مکانیکی بالا، موتورهای براشلس و موتورهای باکیفیت براش در کارایی غیرقابل مقایسه‌اند.
محیط‌ها و نیازمندی‌ها در حالت‌هایی که تولیدکننده‌ها از موتورهای براشلس دی‌سی استفاده می‌کنند، شامل عملکردهای بدون نگهداری، سرعت‌های بالا، و عملکردهایی که در آن‌ها جرقه مخاطره‌انگیز است (مانند محیط‌های قابل انفجار)، یا ممکن است به دستگاه‌هایی که نسبت به برق حساس هستند اثر بگذارد.

## عملکرد کنترل گر
کنترل‌گر، چرخش روتور را برعهده دارد و در نتیجه به وسیله‌هایی برای درک جهت و موقعیت روتور (نسبت به سیم‌پیچ‌های استاتور) نیازمند است. در برخی طراحی‌ها از حسگرهای اثر هال یا rotary encoder برای اندازه‌گیری مستقیم موقعیت روتور استفاده می‌کنند. برخی دیگر نیز EMF بازگشتی را در روتورهای خارج از هدایت اندازه می‌گیرند تا به موقعیت روتور پی ببرند و بدین‌ترتیب نیاز به حسگر اثر هال جداگانه را از میان برده‌اند و به همین‌دلیل عموماً کنترل‌گرهای بدون سنسور گفته می‌شوند.
یک کنترل‌گر نمونه ۳ خروجی دوقطبی (مثلاً خروجی سه‌فاز با فرکانس کنترل شده) دارد، که توسط یک مدار منطقی کنترل شده است. کنترل‌گرهای ساده مقایسه‌گرهایی را به کار می‌گیرند تا بفهمند چه موقع فاز خروجی می‌بایست افزایش یابد، درحالی که بیشتر کنترل‌گرهای پیشرفته ریزکنترل‌گری را برای شتاب، کنترل سرعت، و تنظیم بهترین-کارایی به کار می‌گیرند.
کنترل‌گرهایی که مکان روتور را بر اساس EMF برگشتی پیدا می‌کنند؛ دشواری‌های بیشتری در آغاز حرکت دارند؛ چون زمانی که موتور ساکن است هیچ EMF برگشتی نیز تولید نمی‌کند. بدین ترتیب موتور ممکن است در هر جهتی به حرکت درآید؛ و سپس اگر تشخیص دهیم که جهت اشتباه است به جهت درست جهش کنیم. این می‌تواند موجب شود که موتور برعکس حرکت کند، که بر پیچیدگی بخش آغاز می‌افزاید. موتورهای بدون سنسور دیگر توانایی دارند تا اشباع شدن سیم‌پیچ‌ها را که از قرارگیری آهنرباها ایجاد شده‌اند اندازه‌گیری نموده و در جهت یافتن مکان روتور به کار بگیرند.

## تنوع ساختمان

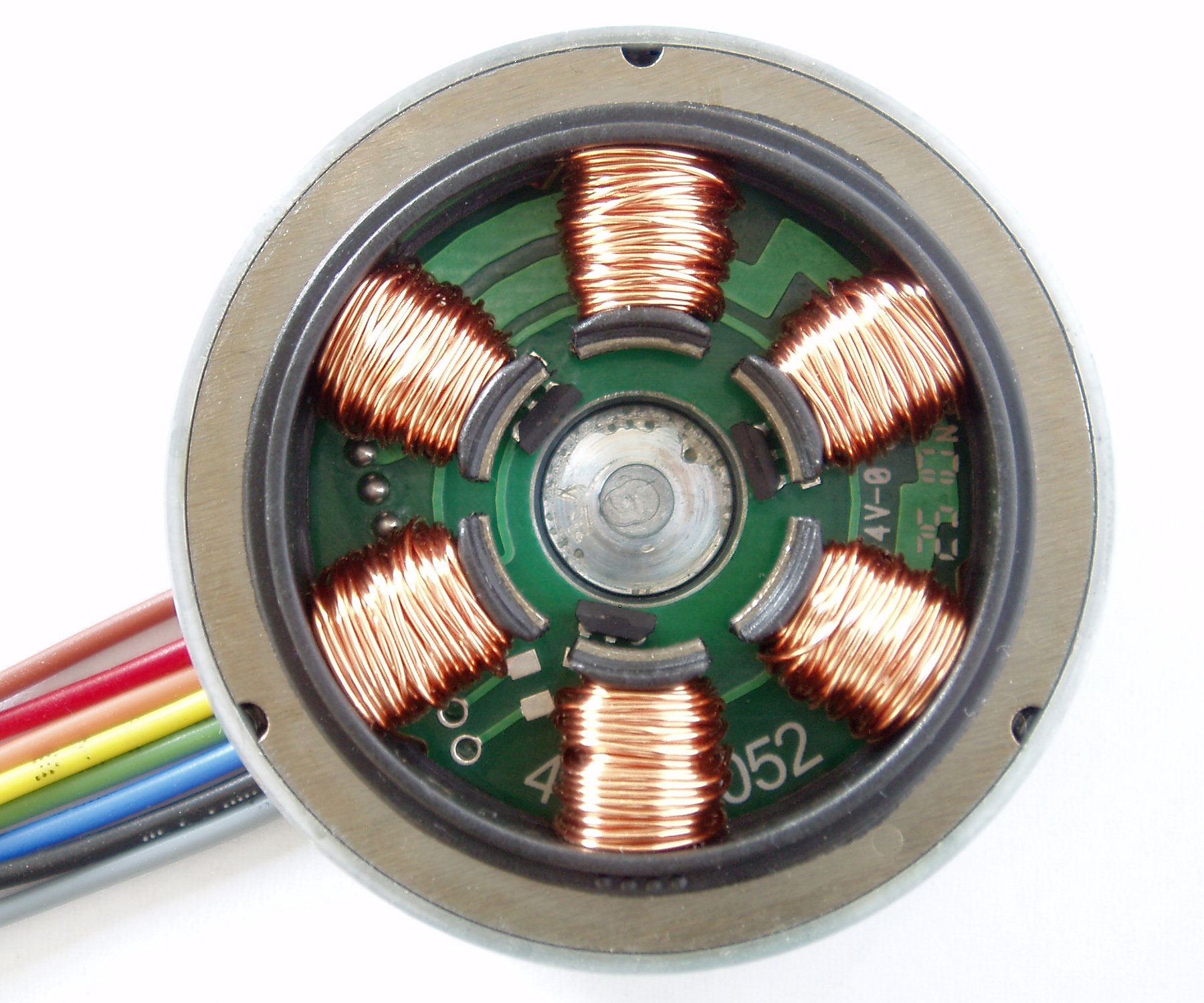
سیم پیچی استاتور یک موتور الکتریکی بدون جاروبک

موتورهای براش‌لس می‌توانند به شکل‌ها و خصوصیات فیزیکی مختلفی ساخته شوند. به هرحال آهن‌ربای دائمی همواره روی قسمت چرخنده (روتور) قرار می‌گیرد. در حالت «مرسوم» (که به نام inrunner نیز شناخته می‌شوند)، آهنرباها رو به بیرون قرار گرفته‌اند. سه سیم‌پیچ استاتور روتور را احاطه کرده‌اند. در حالت outrunner (یا روتوری خارجی)، جای قرارگیری سیم‌پیچ‌ها و آهنرباها برعکس است؛ سیم‌پیچ‌های استاتور بخش وسطی (هسته) موتور را تشکیل می‌دهند، در همین حال آهنرباهای دائمی رو به داخل، به‌طوری که استاتور را احاطه کرده است می‌گردند. نوع شار تخت یا محوری، هنگامی استفاده می‌شود که محدودیت جا یا شکل وجود دارد، و ورق‌های استاتور و روتور رو در رو قرارمی‌گیرند. نوع Outrunner نوعن قطب‌های بیشتری دارد و به صورت سه‌قلو ساخته می‌شوند تا سه گروه سیم‌پیچ فراهم آورند، و گشتاور بالاتری را در دورهای کم فراهم آید. در همه موتورهای براش‌لس، سیم‌پیچها ساکن هستند.
دو نوع پیکربندی برای سیم‌پیچ‌ها معمول است؛ پیکربندی دلتا سه سیم‌پیچ را در یک مدار (سری) مثلثی-شکل به هم می‌بندد؛ و توان به هر سر گره‌ها اعمال می‌شود. پیکربندی وای (Y)، همچنین ستاره نیز خوانده می‌شود، سر هر سه سیم‌پیچ را به یک نقطه وصل می‌کند؛ و توان به دو سر هر سیم‌پیچ وصل می‌شود.
موتوری با پیکربندی سیم‌پیچ به شکل دلتا، گشتاور کم در سرعت‌های پایین فراهم می‌کند، اما اندازه بیشتری در سرعت‌های بالاتر فراهم می‌آورد. پیکربندی وای گشتاور بالا در سرعت‌های پایین، اما گشتاور کم در سرعت‌های بالا فراهم می‌آورد.
اگرچه راندمان تأثیر بسیاری از ساختار موتور می‌پذیرد، ساختار سیم‌پیچ وای در حالت عادی کارآمدتر است. در اتصال سیم‌پیچ‌ها به صورت دلتا، نصف ولتاژی که به
از دیدگاه کنترل‌گر، این دو ساختمان دقیقن یکسان بررسی می‌شوند. البته کنترل‌گرهای گران‌قیمت‌تر کمتری هستند که برای خواندن ولتاژ از سر وای طراحی شده‌اند.